# Francalmont
Francalmont ist eine französische Gemeinde im Département Haute-Saône in der Region Bourgogne-Franche-Comté.

## Geographie
Francalmont liegt auf einer Höhe von 248 m über dem Meeresspiegel, neun Kilometer westnordwestlich von Luxeuil-les-Bains und etwa 26 Kilometer nordnordöstlich der Stadt Vesoul (Luftlinie). Das Dorf erstreckt sich im nördlichen Teil des Departements, in einer Nische am nördlichen Rand der Talebene der Lanterne.
Die Fläche des 6,86 km² großen Gemeindegebiets umfasst einen Abschnitt der leicht gewellten Landschaft im Bereich der Lanterne. Von Osten nach Westen wird das Gebiet von der Alluvialniederung der Lanterne durchquert, die für die Entwässerung zur Saône sorgt. In der Talaue zeichnet der Fluss mehrere Windungen, bildet kleine Flussinseln und besitzt naturnahe Uferpartien. Die Talebene liegt auf durchschnittlich 238 m und weist eine Breite von rund zwei Kilometern auf. Sie wird teils landwirtschaftlich genutzt, teils ist sie mit Auenwald bestanden. In der Talniederung fließt auch die Rôge mehr oder weniger parallel zur Lanterne, in die sie erst bei Briaucourt mündet.
Südlich der Lanterne leitet eine ungefähr 40 m hohe Geländestufe zur bewaldeten Höhe von Boulay (288 m) über. Sie ist aus Buntsandstein der Untertrias aufgebaut. Nach Norden erstreckt sich das Gemeindeareal über die vorgeschobene Anhöhe Côte (285 m) bis auf die Hochfläche des Bois de Varenne. Hier wird mit 304 m die höchste Erhebung von Francalmont erreicht. Sie besteht aus einer Wechsellagerung von sandig-mergeligen und kalkigen Sedimenten, die während der Lias (Unterjura) abgelagert wurden.
Nachbargemeinden von Francalmont sind Saint-Loup-sur-Semouse im Norden, Hautevelle im Osten, Ormoiche und Briaucourt im Süden sowie Ainvelle im Westen.

## Geschichte
Überreste aus gallorömischer Zeit weisen auf eine sehr frühe Besiedlung des Gebietes hin. Hier wurde eine Grabstele gefunden, die einen Mann mit Sense darstellt. Sie befindet sich heute im Museum von Vesoul. Im Mittelalter gehörte Francalmont zur Freigrafschaft Burgund und darin zum Gebiet des Bailliage d’Amont. Es war dem Gebiet von Saint-Loup zugeteilt, das den Herren von Faucogney unterstand. Zusammen mit der Franche-Comté gelangte der Ort mit dem Frieden von Nimwegen 1678 definitiv an Frankreich.

## Sehenswürdigkeiten
Die Dorfkirche Saint-Nicolas in Francalmont wurde im 18. Jahrhundert neu erbaut und beherbergt reiches Mobiliar und Gemälde aus dieser Zeit. Hinter der Kirche steht ein gotischer Calvaire. Aus dem 18. Jahrhundert stammt der ehemalige Herrschaftssitz. Die Kapelle Notre-Dame-de-Toutes-Grâces (19. Jahrhundert) steht an aussichtsreicher Lage auf der Anhöhe La Côte.

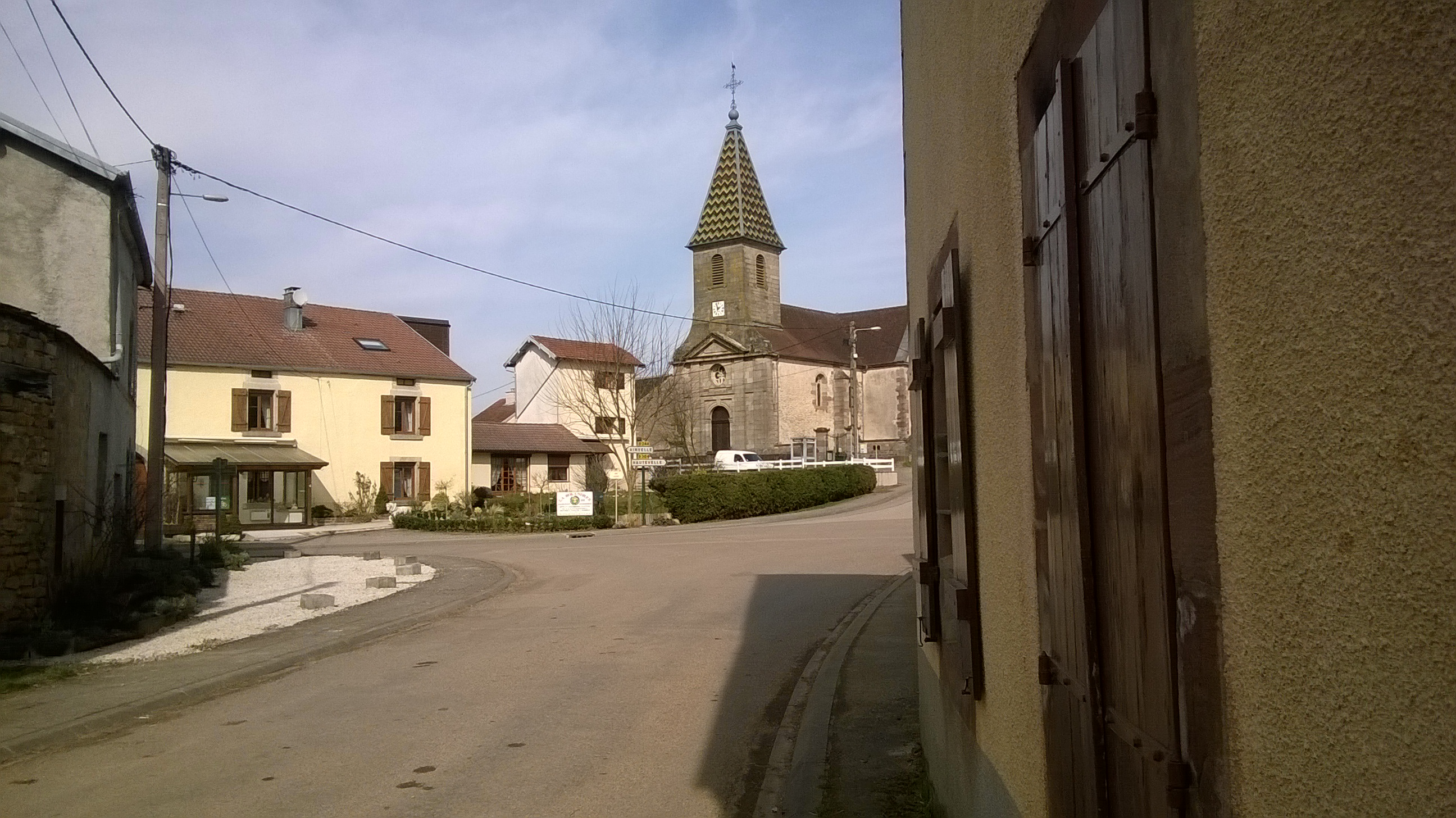
Kirche Saint-Nicolas
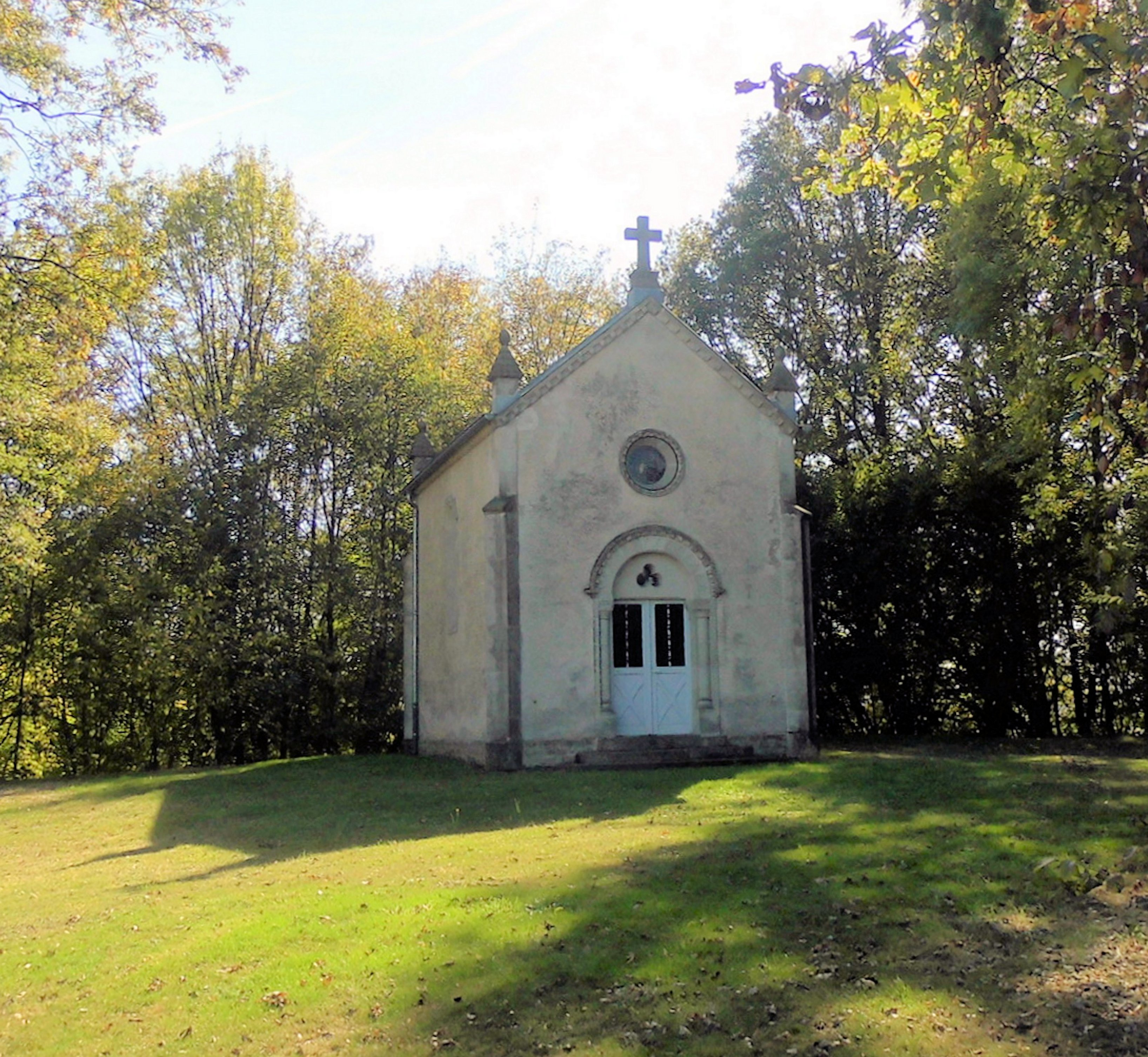
Kapelle Notre-Dame-de-Toutes-Grâces
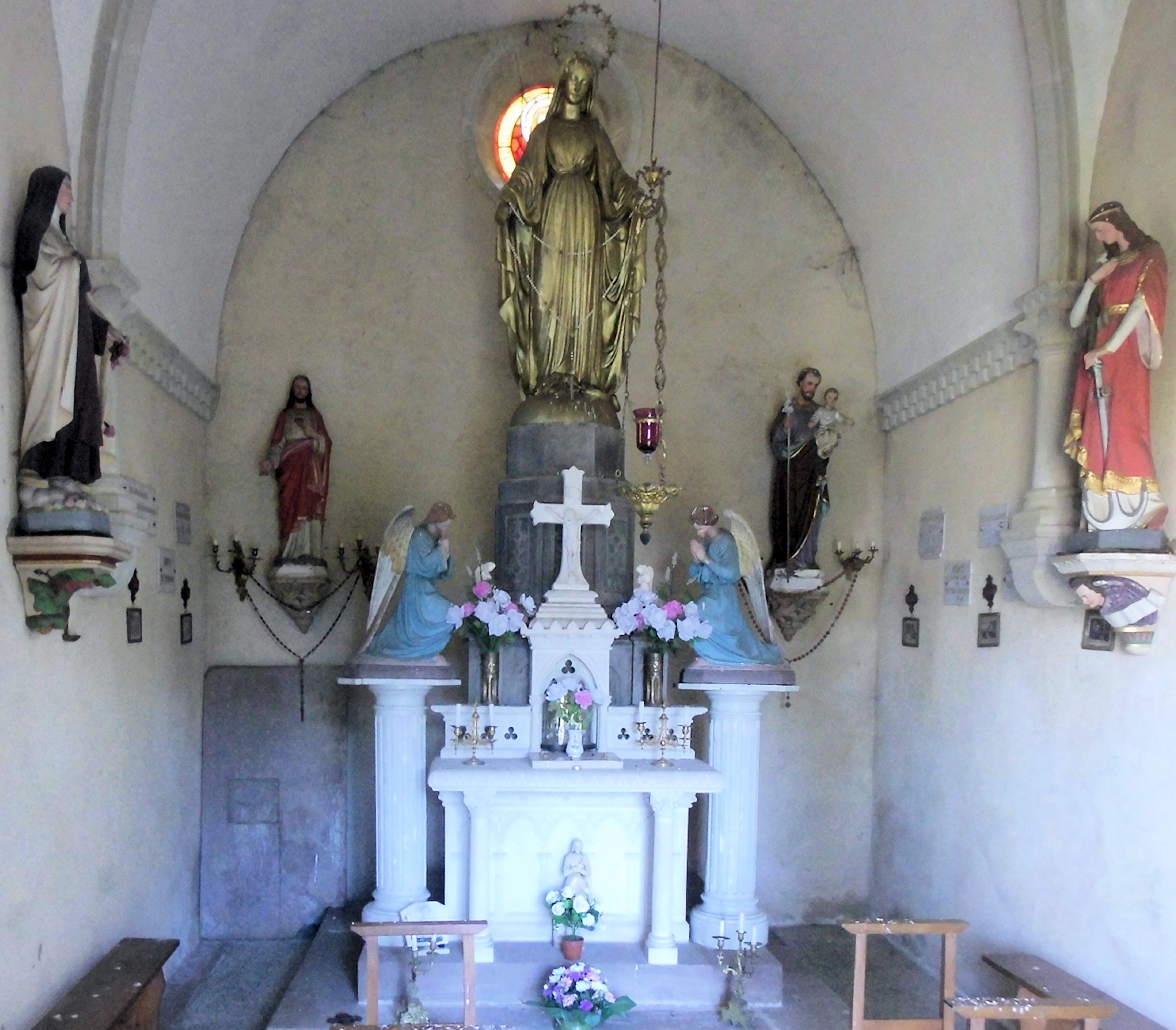
Innenansicht der Kapelle

## Bevölkerung
| Jahr                       | 1962 | 1968 | 1975 | 1982 | 1990 | 1999 | 2006 | 2018 |
| Einwohner                  | 120  | 116  | 104  | 115  | 100  | 123  | 130  | 120  |
| Quellen: Cassini und INSEE |      |      |      |      |      |      |      |      |

Mit 116 Einwohnern (1. Januar 2022) gehört Francalmont zu den kleinen Gemeinden des Départements Haute-Saône. Nachdem die Einwohnerzahl in der ersten Hälfte des 20. Jahrhunderts deutlich abgenommen hatte (1881 wurden noch 330 Personen gezählt), wurden seit Beginn der 1960er Jahre nur noch geringe Schwankungen verzeichnet.

## Wirtschaft und Infrastruktur
Francalmont ist noch heute ein vorwiegend durch die Landwirtschaft (Ackerbau, Obstbau und Viehzucht) und die Forstwirtschaft geprägtes Dorf. Außerhalb des primären Sektors gibt es nur wenige Arbeitsplätze im Ort. Einige Erwerbstätige sind deshalb Wegpendler, die in den größeren Ortschaften der Umgebung ihrer Arbeit nachgehen.
Die Ortschaft liegt abseits der größeren Durchgangsachsen. Die Hauptzufahrt erfolgt von der Departementsstraße, die von Luxeuil-les-Bains nach Conflans-sur-Lanterne führt. Weitere Straßenverbindungen bestehen mit Ainvelle und Hautevelle.